# Religiozna umetnost
Religiozna umetnost je vizualna predstavitev verskih ideologij in njihovega odnosa z ljudmi. Sakralna umetnost se neposredno nanaša na religiozno umetnost v smislu, da je njen namen čaščenje in verske prakse. Po enem od sklopov definicij umetniška dela, ki jih navdihuje religija, vendar tradicionalno ne veljajo za sveta, ostajajo pod krovnim izrazom religiozna umetnost, ne pa sakralna umetnost.
Drugi izrazi, ki se pogosto uporabljajo za umetnost različnih religij, so kultna podoba, običajno za glavno podobo v bogoslužnem prostoru, ikona v njenem splošnejšem pomenu (ni omejena na vzhodnopravoslavne podobe) in »pobožna podoba«, ki običajno pomeni manjšo podobo za zasebno molitev ali čaščenje. Slike lahko pogosto razdelimo na »ikonične podobe«, ki prikazujejo le eno ali več figur, in »pripovedne podobe«, ki prikazujejo trenutke iz epizode ali zgodbe, ki vključuje svete figure.
Uporaba podob je bila v mnogih religijah sporna. Izraz za takšno nasprotovanje je anikonizem, pri čemer je ikonoklazem namerno uničevanje podob s strani ljudi iste vere.

## Budistična umetnost
Budistična umetnost je nastala na Indijski podcelini po zgodovinskem življenju Sidarte Gautama, 6. do 5. stoletja pr. n. št., nato pa se je razvijala zaradi stikov z drugimi kulturami, ko se je širila po Aziji in svetu.
Budistična umetnost je sledila vernikom, ko se je dharma širila, prilagajala in razvijala v vsaki novi državi gostiteljici. Razvila se je proti severu skozi Srednjo Azijo in v Vzhodno Azijo, kjer je oblikovala severno vejo budistične umetnosti.
Budistična umetnost je sledila proti vzhodu vse do jugovzhodne Azije, kjer je oblikovala južno vejo budistične umetnosti.
V Indiji je budistična umetnost cvetela in celo vplivala na razvoj hindujske umetnosti, dokler budizem v Indiji ni skoraj izginil okoli 10. stoletja, deloma zaradi močne širitve islama skupaj s hinduizmom.

### Tibetanska budistična umetnost
Večina tibetanskih budističnih umetniških oblik je povezanih s prakso Vadžrajane ali budistične tantre. Tibetanska umetnost vključuje thangke in mandale, pogosto z upodobitvami Bude in Bodhisatve. Ustvarjanje budistične umetnosti se običajno izvaja kot meditacija, pa tudi kot ustvarjanje predmeta kot pomoč pri meditaciji. Primer tega je ustvarjanje peščene mandale, ki jo naredijo menihi; pred in po gradnji se recitirajo molitve, oblika mandale pa predstavlja čisto okolico (palačo) Bude, na kateri se meditira za urjenje uma. Delo je redko, če sploh kdaj, podpisano s strani umetnika. Druga tibetanska budistična umetnost vključuje kovinske ritualne predmete, kot sta vadžra in phurba.

### Indijska budistična umetnost
Dva kraja bolj živo kot katera koli druga nakazujeta vitalnost budističnega jamskega slikarstva iz približno 5. stoletja našega štetja. Ena je jama Adžanta, najdišče v Indiji, dolgo pozabljeno, dokler ga niso odkrili leta 1817. Druga je Dunhuang, ena od velikih oaznih postojank na svilni poti ... Slike segajo od mirnih pobožnih podob Bude do živahnih in prizorov gneče, pogosto z zapeljivimi ženskami s polnimi prsmi in ozkim pasom, ki so bolj znane v indijskem kiparstvu kot v slikarstvu.

## Krščanska umetnost
Krščanska sakralna umetnost nastaja v poskusu ponazoritve, dopolnitve in upodobitve načel krščanstva v oprijemljivi obliki, čeprav so možne tudi druge definicije. Namenjena je ustvarjanju podob različnih verovanj v svetu in njegovega videza. Večina krščanskih skupin do neke mere uporablja ali je uporabljala umetnost, čeprav so nekatere imele močne ugovore proti nekaterim oblikam verske podobe, znotraj krščanstva pa so bila tudi večja obdobja ikonoklazma.
Večina krščanske umetnosti je aluzivna oziroma zgrajena okoli tem, ki so znane predvidenemu opazovalcu. Podobe Jezusa in pripovedni prizori iz Kristusovega življenja so najpogostejše teme, zlasti podobe Kristusa na križu.
Prizori iz Stare zaveze igrajo vlogo v umetnosti večine krščanskih denominacij. Podobe Device Marije, ki drži dojenčka Jezusa, in podobe svetnikov so v protestantski umetnosti veliko redkejše kot v rimskokatoliški in Vzhodni pravoslavni Cerkvi.
V korist nepismenih je bil razvit dovršen ikonografski sistem za dokončno prepoznavanje prizorov. Na primer, sveta Neža je upodobljena z jagnjetom, sveti Peter s ključi, sveti Patrik z deteljico. Vsak svetnik ima ali je povezan z atributi in simboli v sakralni umetnosti.

## Zgodovina
Zgodnja krščanska umetnost se je ohranila iz časov blizu začetkov krščanstva. Najstarejše ohranjene krščanske slike so z najdišča v Megidu, datirane okoli leta 70, najstarejši krščanski kipi pa so iz sarkofagov, ki datirajo v začetek 2. stoletja. Do Konstantinovega sprejetja krščanstva je krščanska umetnost svoj slog in velik del ikonografije črpala iz priljubljene rimske umetnosti, toda od takrat naprej so velike krščanske stavbe, zgrajene pod cesarskim pokroviteljstvom, prinesle potrebo po krščanskih različicah rimske elitne in uradne umetnosti, od katerih so mozaiki v cerkvah v Rimu najvidnejši ohranjeni primeri. Krščanska umetnost je kmalu postala temelj cerkva po vsej Evropi. Vitraži pogosto prikazujejo biblijske prizore, ki se odražajo v notranjem delovanju stavbe. Tudi freske in oltarne slike polnijo cerkve z zapletenimi in izraznimi krščanskimi podobami.
Med razvojem zgodnjekrščanske umetnosti v Bizantinskem cesarstvu (glej bizantinska umetnost) je bolj abstraktna estetika nadomestila naturalizem, ki se je prej uveljavil v helenistični umetnosti. Ta novi slog je bil hieraričen, kar pomeni, da je bil njegov glavni namen prenesti verski pomen in ne natančno upodobiti predmetov in ljudi. Realistična perspektiva, proporci, svetloba in barve so bili prezrti v korist geometrijske poenostavitve oblik, obrnjene perspektive in standardiziranih konvencij za upodabljanje posameznikov in dogodkov. Polemika glede uporabe rezanih podob, razlage druge zapovedi in krize bizantinskega ikonoklazma je privedla do standardizacije verske podobe znotraj vzhodnega pravoslavja.
Renesansa je doživela porast monumentalnih posvetnih del, vendar se je krščanska umetnost do protestantske reformacije še naprej proizvajala v velikih količinah, tako za cerkve in duhovščino kot za laike. V tem času je Michelangelo Buonarroti poslikal Sikstinsko kapelo in izklesal znamenito Pietà, Gian Lorenzo Bernini je ustvaril masivne stebre v baziliki sv. Petra, Leonardo da Vinci pa je naslikal Zadnjo večerjo. Reformacija je imela velik vpliv na krščansko umetnost, saj je v protestantskih državah hitro praktično ustavila produkcijo javne krščanske umetnosti in povzročila uničenje večine že obstoječe umetnosti.
Ker se je v zahodni Evropi 19. stoletja pojavil posvetni, nesektaški, univerzalni pojem umetnosti, so posvetni umetniki občasno obravnavali krščanske teme (Bouguereau, Manet). Le redko je bil krščanski umetnik vključen v zgodovinski kanon (kot sta Rouault ali Stanley Spencer). Vendar pa so mnogi sodobni umetniki, kot so Eric Gill, Marc Chagall, Henri Matisse, Jacob Epstein, Elisabeth Frink in Graham Sutherland, ustvarili znana umetniška dela za cerkve. Fritz von Uhde je s socialno interpretacijo krščanstva oživil tudi zanimanje za sakralno umetnost z upodobitvijo Jezusa na običajnih mestih v življenju.
Od pojava tiska je bila prodaja reprodukcij pobožnih del pomemben element popularne krščanske kulture. V 19. stoletju so to vključevali žanrske slikarje, kot je Mihály Munkácsy. Izum barvne litografije je privedel do širokega razširjanja svetih kart. V moderni dobi so bila podjetja, specializirana za sodobne komercialne krščanske umetnike, kot sta Thomas Blackshear in Thomas Kinkade, čeprav v svetu likovne umetnosti veljajo za kič, zelo uspešna.
V zadnjem delu 20. in prvem delu 21. stoletja so umetniki, ki trdijo, da verujejo v Kristusa, osredotočeno prizadevali ponovno vzpostaviti umetnost s temami, ki se vrtijo okoli vere, Kristusa, Boga, Cerkve, Svetega pisma in drugih klasičnih krščanskih tem, kot vredne spoštovanja s strani posvetnega umetniškega sveta. Umetnost bi se nato lahko uporabila za spodbujanje cerkve k ponovnemu sodelovanju v krščanstvu. Umetniki, kot je Makoto Fujimura, so imeli pomemben vpliv tako na sakralno kot posvetno umetnost. Med drugimi pomembnimi umetniki so Larry D. Alexander, Gary P. Bergel, Carlos Cazares, Bruce Herman, Deborah Sokolove in John August Swanson.

## Konfucijanska umetnost
Konfucijanska umetnost je navdihnjena s konfucijanstvom, skovanim po kitajskem filozofu in politiki Konfuciju. Konfucijanska umetnost izvira iz Kitajske, nato se je razširila proti zahodu po svilni poti, proti jugu do južne Kitajske in nato v jugovzhodno Azijo ter proti vzhodu skozi severno Kitajsko do Japonske in Koreje. Čeprav še vedno močno vpliva v Indoneziji, je bil konfucijanski vpliv na zahodno umetnost omejen. Čeprav so bile konfucijanske teme zastopane v kitajskih umetniških središčih, jih je manj v primerjavi s številom umetniških del, ki so o daoizmu in budizmu ali so pod vplivom taoizma in budizma.

### Zgodovina
Pred dinastijo Han je kitajska umetniška hierarhija glasbo obravnavala kot najvišjo obliko umetnosti in zavračala kaligrafijo, poezijo in slikarstvo kot umetniške oblike in obrt, ki jih izvaja nižji razred. Kljub temu je bila poezija priljubljena tudi v Konfucijevem času, in je bila hvaljena in visoko uvrščena skupaj z glasbo. Po mnenju Konfucija in njegovih učencev si glasba prizadeva ustvarjati in odražati harmonijo v svetu; zato bi se moralo izobraževanje začeti s temelji poezije in moralnega vedenja ter zaključiti z glasbo. Sčasoma je razvoj kitajskega pisnega sistema spodbudil rast kaligrafije in vizualnih umetnosti v smislu družbenega statusa. Konfucijanska estetika in vrednote so še dodatno prispevale k razvoju teh vizualnih umetniških oblik, pri čemer so se krajinske slike in kaligrafska dela osredotočala na pisna dela in nauke konfucijanstva.

### Hindujska umetnost
Hinduizem s svojo milijardo privržencev predstavlja približno 15 % svetovnega prebivalstva in kot taka je kultura, ki iz njega izhaja, polna različnih vidikov življenja, na katere vpliva umetnost. Obstaja 64 tradicionalnih umetnosti, ki se začnejo s klasiko glasbe in segajo vse do uporabe in okraševanja nakita. Ker sta religija in kultura neločljivi s hinduizmom, se ponavljajoči se simboli, kot so bogovi in njihove reinkarnacije, lotosov cvet, dodatni udi in celo tradicionalne umetnosti, pojavljajo v številnih skulpturah, slikah, glasbi in plesu.

## Islamska umetnost
Prepoved upodabljanja reprezentativnih podob v verski umetnosti, pa tudi naravno dekorativna narava arabske pisave, je privedla do uporabe kaligrafskih okraskov, ki so običajno vključevali ponavljajoče se geometrijske vzorce in rastlinske oblike (arabeske), ki so izražale ideale reda in narave. Te so bile uporabljene na verski arhitekturi, preprogah in ročno napisanih dokumentih. Islamska umetnost je odražala ta uravnotežen, harmoničen pogled na svet. Osredotoča se na duhovno bistvo in ne na fizično obliko.
Čeprav je skozi islamsko zgodovino obstajal odpor do morebitnega malikovanja, je to izrazito sodoben sunitski pogled. Perzijske miniature, skupaj s srednjeveškimi upodobitvami Mohameda in angelov v islamu, so pomembni primeri, ki so v nasprotju s sodobno sunitsko tradicijo. Tudi šiitski muslimani so veliko manj naklonjeni upodabljanju figur, vključno s prerokovimi, če je upodobitev spoštljiva.

### Upodabljanje figur
Islamski odpor do upodabljanja živih bitij navsezadnje izhaja iz prepričanja, da je ustvarjanje živih oblik edinstveno za Boga. Zaradi tega je bila vloga podob in ustvarjalcev podob kontroverzna.
Najmočnejše izjave o figuralnem upodabljanju so podane v hadisih (Izročilih preroka), kjer so slikarji izzvani, da »vdihnejo življenje« svojim stvaritvam, in jim grozi kazen na sodni dan.
Koran je manj specifičen, vendar obsoja malikovanje in uporablja arabski izraz musavir ('ustvarjalec oblik' ali umetnik) kot priimek za Boga. Delno zaradi tega verskega čustva so bile figure v slikarstvu pogosto stilizirane in v nekaterih primerih je prišlo do uničenja figurativnih umetniških del. Ikonoklazem je bil prej znan v bizantinskem obdobju, anikonicizem pa je bil značilnost judovskega sveta, zato je islamski ugovor do figurativnih upodobitev postavljen v širši kontekst. Vendar pa so bile figure kot ornament večinoma brez večjega pomena in so morda zato predstavljale manjši izziv. Tako kot druge oblike islamskega ornamentiranja so tudi umetniki svobodno prilagajali in stilizirali osnovne človeške in živalske oblike, kar je povzročilo veliko raznolikost figuralnih modelov.

### Arabeska
Arabeska je dekorativni umetniški slog, za katerega so značilni ponavljajoči se, zapleteni vzorci prepletenih rastlin in abstraktni krivočrtni motivi. Domneva se, da izvira iz islamskega sveta, njena uporaba pa se je razširila po Bližnjem vzhodu, Evropi in Severni Afriki. Igrala je pomembno vlogo v islamski umetnosti in pogosto služila kot oblika verskega izražanja. Izraz arabeska je francoski izraz, ki izhaja iz italijanske besede arabesco, kar pomeni 'v arabskem slogu'. Arabeskne vzorce lahko najdemo v različnih medijih, vključno s keramiko, arhitekturo, kaligrafijo in tekstilom. Od 19. stoletja je arabeska umetnost močno vplivala na zahodno umetnost in oblikovanje, mnogi oblikovalci in umetniki pa so v svoja dela vključevali vzorce.

### Kaligrafija
Kaligrafija je zelo cenjen element islamske umetnosti. Koran je bil prenesen v arabščini, arabska pisava pa ima potencial za okrasne oblike. Uporaba kaligrafije kot okraska je imela določeno estetsko privlačnost, pogosto pa je vključevala tudi osnovno talismansko komponento. Čeprav je imela večina umetniških del berljive napise, jih niso mogli prebrati vsi muslimani. Vendar pa je treba vedno imeti v mislih, da je kaligrafija predvsem sredstvo za prenos besedila, čeprav v dekorativni obliki.
Iz preprostih in primitivnih zgodnjih primerov iz 5. in 6. stoletja našega štetja se je arabska abeceda po vzponu islama v 7. stoletju hitro razvila v čudovito umetniško obliko. Glavni dve družini kaligrafskih slogov sta bili suhi slogi, ki se običajno imenujejo kufijski in mehki kurzivni slogi, ki vključujejo naskhi, tuluth, nastalik in številne druge.

### Geometrija
Geometrijski vzorci predstavljajo eno od treh nefiguralnih vrst dekoracije v islamski umetnosti. Ne glede na to, ali so uporabljeni posamezno ali v kombinaciji z nefiguralno ornamentiko ali figuralno predstavitvijo, so geometrijski vzorci popularno povezani z islamsko umetnostjo, predvsem zaradi svoje anikonične lastnosti. Ti abstraktni vzorci ne krasijo le površin monumentalne islamske arhitekture, temveč delujejo tudi kot glavni dekorativni element na številnih predmetih vseh vrst.

#### Vrste geometrijskih slogov
Geometrijski vzorci so pogosto povezani z islamsko umetnostjo, deloma zaradi svoje ikonične privlačnosti, ne glede na to, ali se uporabljajo samostojno ali v povezavi s figuralno upodobitvijo ali nekonfigurirnim okrasjem. Ti abstraktni vzorci se uporabljajo kot primarni okrasni element na različnih predmetih vseh vrst, poleg tega pa krasijo površine masivnih islamskih zgradb. Čeprav je geometrijska ornamentika morda dosegla vrhunec v islamskem svetu, so bili Grki, Rimljani in Sasanidi v Iranu vir geometrijskih oblik in dovršenih vzorcev. Islamski umetniki so vključili pomembne elemente klasične preteklosti, da bi izumili novo obliko dekoracije, ki je poudarjala vitalnost reda in enotnosti. Islamski astronomi, matematiki in znanstveniki so prispevali te oblike, ki so bile ključne za njihov umetniški slog.

#### Zgodovina in oblikovanje
Geometrijske oblike so po svoji abstrakciji, ponavljajočih se motivih in simetriji podobne arabesknemu vzorcu, ki ga najdemo v številnih rastlinskih vzorcih. Geometrijski vzorci pogosto sobivajo s kaligrafskim okrasjem. Krogi in prepleteni krogi, kvadrati ali štirikotniki so tipičen zvezdni vzorec, ki nastane iz kvadratov in trikotnikov, vpisanih v krog. Večstranski poligoni so štiri osnovne oblike ali 'ponavljajoče se enote', iz katerih so zgrajeni bolj zapleteni vzorci. Vendar je očitno, da so zapleteni vzorci, ki jih najdemo na več stvareh, različnih velikosti in konfiguracij, zaradi česar so primernejši za vključitev kot za kategorizacijo.
Geometrijska oblika kroga se v islamski umetnosti uporablja za označevanje temeljnega simbola enosti in končne poti vse raznolikosti v stvarstvu. Kot prikazuje spodnja ilustracija, imajo številni klasični islamski vzorci ritualne začetke v surovi delitvi kroga na pravilne dele.
Štiri delitve kroga so privedle do zgornjega vzorca, ustvarjenega v Yazdu v Iranu v 15. stoletju. Od tam se ustvari pravilna mreža trikotnikov, nato pa se nanjo doda vzorec. Oglejte si, kako se zapleten vzorec prepleta z osnovnim vzorcem, ki je na zgornjih slikah prikazan kot bel obris.
Geometrija palače Alhambra
Geometrijski vzorci, biomorfni dizajn (arabeska) in kaligrafija so v Alhambri v Španiji od 14. stoletja naprej strokovno združeni. Islamska umetnost je sestavljena iz teh treh ločenih, a dopolnjujočih se področij. Razporejena so v tristopenjski hierarhiji, z geometrijo na vrhu. To pogosto kaže njena uporaba na spodnjih delih sten ali tal, kot v zgornjem primeru.
Dekorativni elementi, ki so bili uporabljeni, uporabljajo različne simetrije, ki so danes prepoznane kot del ločenih matematičnih skupin, vendar sta nežnost in eleganca vzorcev v sodobni matematični misli neprekosljivi. Čeprav je bilo v islamu nekoč običajno uporabljati geometrijske oblike, so ti vzorci arhitekturna dela. Od 8. stoletja dalje muslimanski kaligrafi in oblikovalci geometrijskih vzorcev okrašujejo mošeje, gradove in rokopise. Najpogosteje se islamski geometrijski vzorci uporabljajo v bogoslužnih prostorih kot način za poveličanje Boga. Velike strukture, ki jih ustvarja božanska geometrija, vključujejo stavbe, vrtove in tla.
Geometrija Modre mošeje
Opazni vzorci segajo tisoč let islamske zgodovine in po celotnem islamskem svetu, saj so ti geometrijski vzorci povezani tudi z islamsko kulturo. V nekaterih arhitekturnih delih islamski arhitekti sledijo istim smernicam, na primer v Modri mošeji in Alhambri v Granadi, ki sta prikazani zgoraj. Palača Alhambra v Španiji in mošeje v Samarkandu v Uzbekistanu sta le dva primera umetnosti ponavljajočih se geometrijskih vzorcev, ki jih je mogoče videti po vsem svetu.

## Džainistična umetnost
Džainistična umetnost se nanaša na verska umetniška dela, povezana z džainizmom. Čeprav se je džainizem razširil le v nekaterih delih Indije, je pomembno prispeval k indijski umetnosti in arhitekturi.

## Mandajska umetnost
Mandajsko umetnost najdemo v ilustriranih rokopisnih zvitkih, imenovanih divan. Ilustracije mandajskih zvitkov, običajno označene z dolgimi pisnimi razlagami, običajno vsebujejo abstraktne geometrijske risbe uthre, ki spominjajo na kubizem ali prazgodovinsko skalno umetnost.

## Sikhovska umetnost
Umetnost, kultura, identiteta in družbe Sikhov so bile združene z različnimi kraji in etnično pripadnostjo različnih Sikhov v kategorije, kot so »Agraharski Sikhi«, »Dakhni Sikhi« in »Asamski Sikhi«; vendar se je pojavil nišni kulturni pojav, ki ga lahko opišemo kot »politični Sikh«. Umetnost sikhov v diaspori, kot sta Amarjeet Kaur Nandhra, ter Amrit in Rabindra Kaur Singh (dvojčka Singh), je delno pod vplivom njune sikhovske duhovnosti in vpliva.

### Podobe sikhovskih gurujev
Sikhizem je v 16. stoletju ustanovil guru Nanak, ki je bil prvič naslikan več kot 200 let po svojem življenju. Zelo priljubljeni portreti desetih sikhovskih gurujev so se pojavili šele v prvi polovici 18. stoletja. Eden prvih sklopov slik gurujev je naročil Baba Ram Rai, najstarejši sin sedmega sikhovskega guruja, guruja Har Raija.
Večina zgodnjih portretov sikhovskih gurujev je bila naslikana v dvornem mogulskem slogu. Pod Mogulskim cesarstvom so se pandžabski umetniki v tistem času izobraževali v mogulskem slogu slikanja, zaradi česar je njihovo delo močno vplival mogulski slog umetnosti. Zgodnji portreti sikhovskih gurujev in elementi na njih, kot so njihova oblačila, turbani in poze, so bili podobni portretom mogulskih plemičev in princev. Guruji so upodobljeni v devanagari, gurmukhi in perzijski pisavi, prav tako napisani v mogulskem slogu. Na sliki iz okoli leta 1750 je šesti sikhovski guru upodobljen v dvorni mogulski obleki in okolju.
Ena prvih podob Guruja Nanaka ga prikazuje kot pobožnega, vernega moža s preprostimi oblačili in rožnim vencem v roki, kar prikazuje njegovo kontemplativno naravo. Zgodnejši od desetih gurujev imajo svoje podobe zasnovane po vzoru Gurujeve pobožnosti in preprostosti. Pri šestem guruju je mogoče opaziti preobrazbo, ko so dodani elementi političnega upora in moči, kar prikazuje sikhovske politične boje v tistem času. Nadalje so pri Guruju Gobindu Singhu dodani elementi veličastnosti, kot so kraljeva oblačila, dragoceni dragulji, elegantni čevlji, veliki turban in meč, podoben bojevniku.
Guruji so obširno upodobljeni tudi v Janamsakhih (hagiografijah guruja). Obstaja veliko slik in upodobitev življenja guruja Nanaka, zlasti v B-40 Janamsakhi. Prikazuje ga, kako odrašča od majhnega dečka do najstnika, nato do mladeniča, nato v moškega srednjih let in sčasoma v starega, modrega moža.[32] Slike prikazujejo tudi številne temeljne sikhovske vrednote, skupaj s političnimi in kulturnimi silami, ki so vplivale na njegovo življenje in vero.

### Sikhovska umetnost in arhitektura med vladavino maharadže Ranjita Singha
Vladavina maharadže Randžita Singha (1801–1839) ima izjemen pomen v zgodovini Sikhov. Bil je velik mecen umetnosti in arhitekture ter je sponzoriral gradnjo številnih veličastnih utrdb, palač, templjev, gurdvar, dragocenih draguljev, oblačil, pisanih slik, kovanja kovancev ter luksuznih šotorov in baldahinov. Najpomembnejša med njimi sta bila zlati prestol, ki ga je zgradil Hafez Muhammad Multani in baldahin z dragulji za Guru Granth Sahiba.ref>Kaur Singh, Nikky-Guninder (2014). The Oxford Handbook of Sikh Studies. Oxford University Press. ISBN 9780191004117.</ref>
Najbolj izjemen prispevek Randžita Singha je bila prenova Harmandir Sahiba. V Amritsar je za prenovo povabil spretne arhitekte, umetnike, rezbarje lesa in druge obrtnike. Najel je tudi tehničnega strokovnjaka za pozlato Harmandir Sahiba. Harmandir Sahib je zdaj okrašen s poldragimi kamni, kot sta lapis lazuli in oniks, ter zunanjost iz marmorja. Stene se ponašajo tudi z arabesknimi in kalejdoskopskimi vzorci. Notranjost je obložena z ogledali in pisanim steklom, zgornji del pa je prekrit z pozlačenimi bakrenimi ploščami. Poleg Harmandir Sahiba je Randžit Singh prispeval tudi k okrasitvi številnih drugih gurdvar, pri čemer je črpal spektakularne podobe iz Guru Granth Sahiba, življenja gurujev in Džanamsakhijev. Prispeval je tudi k templjem in mošejam, med katerimi so najpomembnejša draga srebrna vrata v hindujskem templju boginje Kali. Pod maharadžo Randžitom Singhom so mesta, kot so Lahore, Amritsar, Multan, Sialkot, Srinagar in Patiala, cvetela kot središča umetnosti.

## Taoistična umetnost
Taoistična umetnost (tudi zapisana kot daoistična umetnost) se nanaša na taoistično filozofijo in pripovedi Lao Ceja (tudi zapisana kot Laozi), ki spodbujajo »preprosto in pošteno življenje v harmoniji z naravo«.

## Verska simbolika in ikonografija
V mnogih religijah se simboli ali ikone uporabljajo za predstavitev določenih prepričanj. Ta majhna umetniška dela so povzetki religije, ki jih mnogi lahko in so jih uporabljali za namigovanje na svoja prepričanja. Na primer, krščanstvo simbolizira ikona križa, islam pa podoba zvezde in polmeseca.

## Drugo branje
- Evans, Helen C.; Wixom, William D. (1997). The glory of Byzantium: art and culture of the Middle Byzantine era, A.D. 843–1261. New York: The Metropolitan Museum of Art. ISBN 978-0-8109-6507-2.
- Hein, David. “Christianity and the Arts.” The Living Church, May 4, 2014, 8–11.
- The Vatican: spirit and art of Christian Rome. New York: The Metropolitan Museum of Art. 1982. ISBN 978-0-87099-348-0.
- David Morgan (1998). Visual Piety: A History and Theory of Popular Religious Images. Berkeley, CA: University of California Press.
- Sauchelli, Andrea (2016). The Will to Make‐Believe: Religious Fictionalism, Religious Beliefs, and the Value of Art. Philosophy and Phenomenological Research, 93, 3.
- Charlene Spretnak, The Spiritual Dynamic in Modern Art : Art History Reconsidered, 1800 to the Present.
- Gene Edward Veith junior. The Gift of Art: the Place of the Arts in Scripture. Downers Grove, Ill.: Inter-Varsity Press, 1983. 130 p. ISBN 978-0-87784-813-4